# Orca (sous-marin)
Pour les articles homonymes, voir Orca.
L'Orca est un véhicule sous-marin autonome (en anglais Autonomous Underwater Vehicle ou AUV), en cours de développement par Boeing et Huntington Ingalls Industries (HII) pour la marine américaine.

## Développement
Le projet de développement de l'Orca remonte à septembre 2017, lorsque la marine américain attribue plusieurs contrats d'une valeur d'environ 40 millions de dollars chacun à Boeing, qui s'était associé plus tôt dans l'année avec HII pour construire des sous-marins sans pilote, et Lockheed Martin pour développer des conceptions concurrentes pour un sous-marin "extra-large" sans pilote (XLUUV pour eXtra-Large Unmanned Undersea Vehicle en anglais), capable de fonctionner de manière autonome lors de missions d'une durée pouvant aller jusqu'à plusieurs mois,.
En février 2019, la Marine américaine attribue au consortium Boeing/HII un contrat de 43 millions de dollars pour commencer les travaux de construction de quatre de leurs XLUUV, dont la conception serait basée sur l'ancien AUV Echo Voyager de Boeing. Le mois suivant, la Marine ajoute un cinquième véhicule à la commande, la valeur totale du contrat atteignant 274,4 millions de dollars. Les livraisons d'Orca sont prévues pour la fin de 2022.
En mai 2022, la Marine américaine annonce la mise à l'eau du premier sous-marin du programme.

## Caractéristiques
La conception de base d'Orca partage avec son prédécesseur Echo Voyager une longueur de 16 m, mais l'Orca doit incorporer une construction plus modulaire, principalement pour pouvoir être construit avec un module de charge utile supplémentaire pouvant atteindre 10 m de long et une capacité de 8 tonnes pour une longueur totale de 26 m.
La marine américaine souhaite disposer d'une capacité à adapter la plate-forme Orca en fonction des missions, qui peuvent inclure la surveillance, le combat submergé, de surface surface ou électronique, ainsi que le déminage.
Le navire doit être alimenté par un système de batterie hybride diesel/lithium-ion, qui alimente l'Orca par batterie lorsqu'il est immergé et recharge les batteries avec des générateurs diesel lorsqu'il fait surface. La vitesse maximale est de 8 noeuds, bien que la vitesse de service typique soit d'environ 3 noeuds, ce qui doit donner à l'Orca une portée allant jusqu'à 10 500 km avec une autonomie de plusieurs mois.